# Gabinet figur woskowych

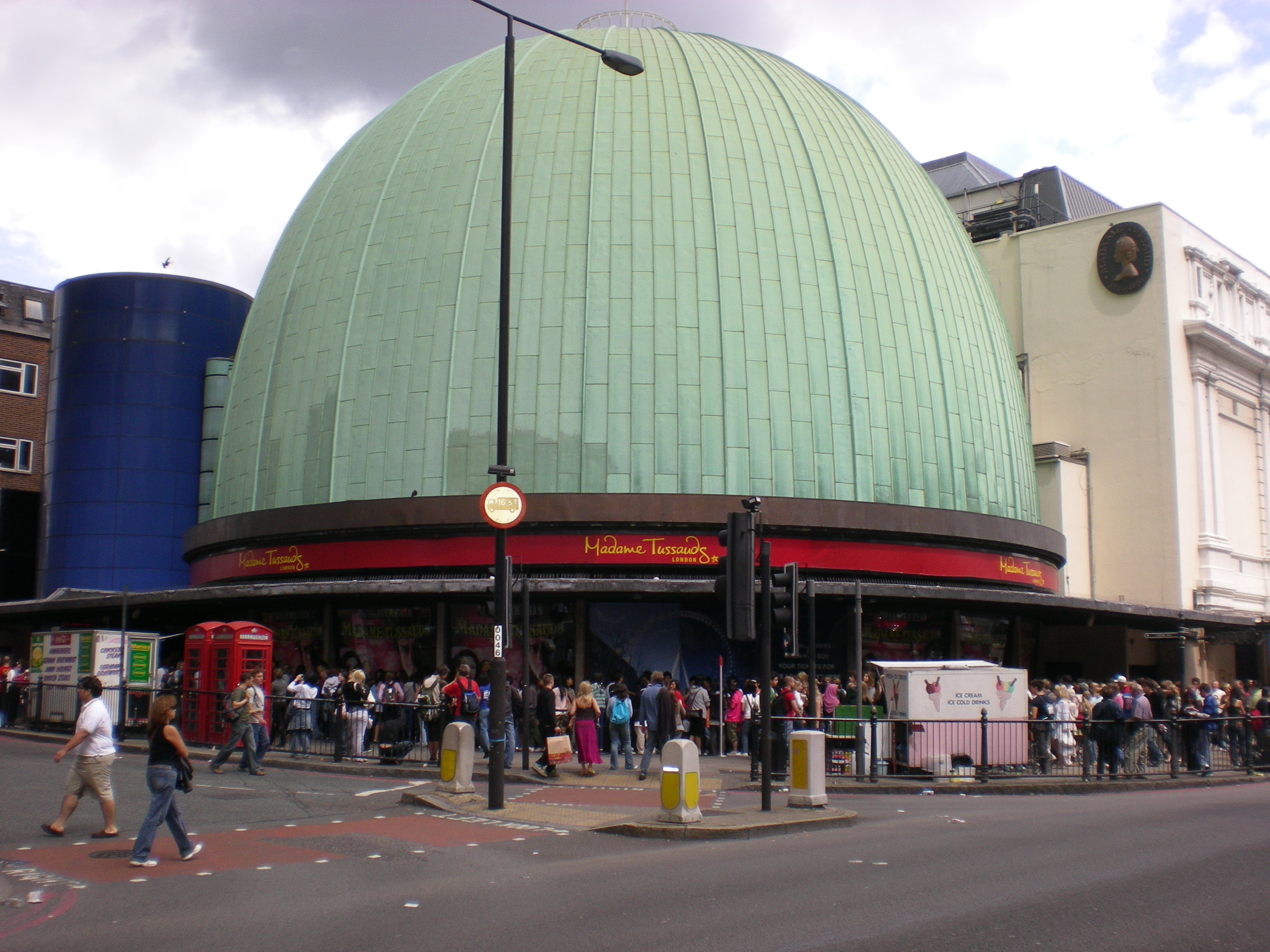
Muzeum Madame Tussaud w Londynie

Gabinet figur woskowych (inaczej panoptikum a. panopticum) – muzeum, w którym można oglądać woskowe figury przypominające znane osoby.
Plastyczne właściwości wosku pozwalają na formowanie dokładnych rysów twarzy odzwierciedlających szczegółowo przedstawiane postacie. Figury woskowe przedstawiają zazwyczaj naturalnej wielkości osoby:
1. z życia publicznego, np. polityków, gwiazdy kina, muzyki i sportu (zarówno te żyjące, jak i nieżyjące);
2. postacie z filmów, np. Frodo Baggins z filmu Władca Pierścieni czy Shrek
3. osoby z zaburzeniami rozwoju, np. znane żyjące (kiedyś lub obecnie) osoby z trzema oczami, twarzą psa ect.

W Polsce gabinety figur woskowych znajdują się m.in. w Łodzi, Międzyzdrojach, Poznaniu i Zakopanem.